# دارين وارتون
دارين وارتون (بالإنجليزية: Darren Wharton)‏ هو مغني وملحن بريطاني، ولد في 24 ديسمبر 1962 في Failsworth ‏ في المملكة المتحدة.

## وصلات خارجية
- دارين وارتون على موقع ميوزك برينز (الإنجليزية)
- دارين وارتون على موقع ديسكوغز (الإنجليزية)